# 心の旅人/SPEED STAR
「心の旅人/SPEED☆STAR」（こころのたびびと/スピードスター）は、は、2004年4月28日に発売されたhitomiの27枚目のシングル。

## 解説
両A面シングルであり、2004年第2弾シングル。「ヒカリ」からわずか2か月弱で発売された。
このシングルは、彼女の最後の"バンドと共作"ロックイメージ作品。また、エイベックスレーベルavex traxとして出た最後のシングルとなった（シングルの次作「Japanese girl」からは「LOVE LIFE RECORDS」としてのリリース）。
2曲とも2004年5月12日にリリースされたオリジナルアルバム『TRAVELER』、2007年12月5日にリリースされたベストアルバム『peace』に収録されている。

## 収録曲
1. 心の旅人
作詞：hitomi / 作曲：北野正人 / 編曲：渡辺善太郎
2. SPEED☆STAR
作詞：hitomi・TRIPLANE / 作曲：TRIPLANE / 編曲：根岸孝旨
TRIPLANEの楽曲「スピードスター」のカヴァー曲。根岸孝旨プロデュースでリアレンジバージョン。曲タイトル改題。カヴァー曲扱いでありながら、TRIPLANEとの共同での作詞作曲という表記がされている。また、同曲は原曲とは歌詞、曲調共に一部異なる。

## 楽曲の収録アルバム
- TRAVELER (#1,2)
- peace (#1,2)

## タイアップ
- 心の旅人
  - フジテレビ系全国ネットドラマ『離婚弁護士』主題歌
- SPEED☆STAR
  - 東芝製携帯電話「A5504T(au)」CMソング